# デンマークの国章

1972年から2024年まで使用された王室紋章。

デンマークの国章（デンマークのこくしょう）は金の盾型の背景に、3頭の王冠をかぶった青いライオンと9つの赤いハートマークで表される。
現在の国章は1991年にヴルフ（Aage Wulff）によってデザインされたものであるが、その原型となったライオンの紋章はデンマークでは12世紀のクヌーズ4世の紋章にまでさかのぼることができる。13世紀からライオンに王冠がつくようになり、16世紀にハートの数が9つと定められた。今日の形式で固まったのは1819年である。
クヌーズ4世の弟のヴァルデマー2世がバルト海沿岸地域へ進出したことから、エストニアの国章ともライオンのデザインが一部共通している。また、デンマークの影響力が伝統的に強かったユトランド半島南部、ドイツのシュレースヴィヒ＝ホルシュタイン州の紋章にも類似したデザインが用いられている。

## 王室の紋章
デンマーク王室の紋章も国章としてしばしば用いられる。2人の未開人に支えられ（サポーター）、デンマークの国旗の赤と白の十字で区切られた盾は、中心にデンマークの王家であったオルデンブルク朝を表す金の地に赤い横棒二本の小さい盾を配し、十字で分割された背景には国章のライオンとハート、南ユトランドの2頭のライオン、カルマル同盟の3つの王冠、フェロー諸島の雄羊、グリーンランドの白熊などがあしらわれている。現在の紋章は1972年にフリース（Claus Achton Friis）がデザインした。
2024年12月20日にフレゼリク10世は紋章の変更を行った。紋章を4分割するダンネブロ十字は端を広がるものに変更し、ダンネブロ十字で分割された背景のうち第1クォーター（左上）にデンマークの紋章、第2クォーター（右上）にフェロー諸島の紋章、第3クォーター（左下）にグリーンランドの紋章、第4クォーター（右下）にシュレスヴィヒの紋章があしらわれた。カルマル同盟を表す3つの王冠の紋章は関連性が失われたために取り除かれた。この紋章変更は2024年のアメリカ大統領選挙で当選したドナルド・トランプ（第45代・第47代大統領）がグリーンランドの獲得に意欲を示していることに対するデンマーク側の反発が背景にあるものとされている。